# Solbadning
Solbadning er betegnelsen for at ligge udendørs i solen og varme sig med det formål at blive solbrun. Huden bliver derved brun.
I Danmark finder solbadning oftest sted om sommeren når temperaturen er høj nok til at være udendørs med meget lidt tøj på. Solbadning kombineres ofte med badning ved stranden, i søer eller i friluftsbade.
Overdreven solbadning øger risikoen for hudkræft.